# Abuta brevifolia
Abuta brevifolia là một loài thực vật có hoa trong họ Biển bức cát. Loài này được Krukoff & Moldenke mô tả khoa học đầu tiên năm 1942.